# День памяти трансгендерных людей
День памяти трансгендерных людей (англ. Transgender Day of Remembrance) — отмечается ежегодно (с момента его создания) 20 ноября как день памяти убитых в результате трансфобии. Это день, чтобы привлечь внимание к продолжающемуся насилию, которому подвергаются трансгендерные люди.
В этот день различные правозащитные, феминистские и ЛГБТ-организации мира проводят демонстрации, лекции, семинары и траурные шествия со свечами. Цель мероприятий — привлечь внимание общества к тому, что трансгендерные люди страдают от насильственных преступлений гораздо чаще, чем многие другие персоны из уязвимых социальных групп.

## История
28 ноября 1998 года у себя в квартире была убита бостонская чернокожая транс-женщина — рок-музыкантка Рита Хестер (Rita Hester), неизвестный преступник нанёс ей серию ножевых ударов. Известная в ЛГБТ-сообществе певица уже десять лет жила в гендерной роли женщины.
Через год друзья и знакомые Риты Хестер организовали «вахту памяти»: в первый день памяти в 1999 году на улицы Сан-Франциско вышли сотни людей с зажжёнными свечами в руках. С тех пор событие разрасталось в масштабах и стало проходить в десятках городов не только в США, но и по всему миру. В 2008 году впервые эту дату отметили на Украине (Киев) и в России (Санкт-Петербург). В 2010 году в Киеве и Минске на мероприятия памяти были совершены нападения.
В Интернете ведутся списки трансгендерных людей, убитых в разных странах мира на почве трансфобии. Список насчитывает более 350 имён. Составление его сталкивается с рядом проблем: информация об этих преступлениях часто замалчивается, по разным причинам имена многих жертв неизвестны.